# 3767 DiMaggio
A 3767 DiMaggio (ideiglenes jelöléssel 1986 LC) a Naprendszer kisbolygóövében található aszteroida. Eleanor F. Helin fedezte fel 1986. június 3-án.